# Roberto Mosquera
Pour les articles homonymes, voir Mosquera.
Roberto Orlando Mosquera Vera, né le 21 juin 1956 à Ibagué (Colombie), est un footballeur et entraîneur péruvien qui évoluait au poste d'attaquant devenu entraîneur.

## Biographie

### Carrière de joueur

#### En club
Formé au Sporting Cristal de Lima où évoluèrent son père, Alfredo Mosquera, et son oncle, Máximo Mosquera, il y fait ses débuts en 1re division péruvienne en 1974. Avec le Sporting Cristal, il réussit à faire le doublé en 1979 et 1980 et participe à deux éditions de la Copa Libertadores en 1978 (six matchs, deux buts) et 1980 (cinq matchs).
Il poursuit sa carrière à l'étranger, d'abord en Argentine (Talleres de Córdoba) puis en Colombie (Deportivo Cali, Once Caldas et Cúcuta Deportivo). 
Après une pige en Équateur (SD Aucas), il rentre au Pérou en 1989 pour y terminer sa carrière : d'abord au San Agustín – club où il avait été sacré champion en 1986 – où il joue ses derniers matchs en D1 puis en 1990 au Lawn Tennis où il raccroche définitivement les crampons.

#### En sélection
International péruvien de 1978 à 1981, Mosquera compte 16 sélections (quatre buts marqués). Il participe à la Coupe du monde 1978 (dans l'équipe réserve) puis à la Copa América 1979 où il marque un but contre le Chili en demi-finales.
Buts en sélection
| Buts en sélection de Roberto Mosquera | Buts en sélection de Roberto Mosquera | Buts en sélection de Roberto Mosquera | Buts en sélection de Roberto Mosquera | Buts en sélection de Roberto Mosquera | Buts en sélection de Roberto Mosquera | Buts en sélection de Roberto Mosquera |
|                                       | Date                                  | Lieu                                  | Adversaire                            | Score                                 | Résultat                              | Compétition                           |
| ------------------------------------- | ------------------------------------- | ------------------------------------- | ------------------------------------- | ------------------------------------- | ------------------------------------- | ------------------------------------- |
| 1.                                    | 22 avril 1978                         | Lima (Pérou)                          | Chine                                 | 1-0                                   | 2-1                                   | Amical                                |
| 2.                                    | 11 juillet 1979                       | Estadio Nacional, Lima (Pérou)        | Équateur                              | 2-0                                   | 2-1                                   | Amical                                |
| 3.                                    | 30 août 1979                          | Estadio Nacional, Lima (Pérou)        | Uruguay                               | 1-0                                   | 2-0                                   | Amical                                |
| 4.                                    | 17 octobre 1979                       | Estadio Nacional, Lima (Pérou)        | Chili                                 | 1-1                                   | 1-2                                   | CA 1979                               |

NB : Les scores sont affichés sans tenir compte du sens conventionnel en cas de match à l'extérieur (Pérou-Adversaire).

### Carrière d'entraîneur
Sa première expérience d'entraîneur a lieu à l'Unión Huaral en 1995 avant de devenir l'adjoint de Sergio Markarián au Sporting Cristal, l'année suivante. Par la suite, Mosquera dirige bon nombre d'équipes de province au Pérou dont le Coronel Bolognesi entre 2002 et 2004 qu'il conduit à son premier tournoi international.
En 2012, il s'engage au Sporting Cristal avec lequel il remporte le championnat en fin de saison. De 2013 à 2015, il entraîne le Juan Aurich de la ville de Chiclayo avant de s'engager pour l'Alianza Lima en 2016. Son contrat avec le club liménien dure moins de dix mois et il est écarté faute de bons résultats (35 matchs dirigés avec un bilan de 14 victoires, 9 nuls et 12 défaites). Il s'expatrie en Bolivie et prend successivement les rênes du CD Jorge Wilstermann (de janvier à novembre 2017), puis du Royal Pari FC (d'avril 2018 à août 2019).
En septembre 2019, il revient au Pérou afin de prendre les commandes du Deportivo Binacional de la région de Puno. Trois mois plus tard, il y est sacré champion du Pérou. 
En 2020, il reprend les rênes du Sporting Cristal qu'il conduit au sacre cette même année. Vice-champion du Pérou en 2021, puis troisième en 2022, Mosquera n'est plus reconduit à la tête de ce club qui officialise son départ le 7 novembre 2022.
En mars 2023, il revient en Bolivie à la tête du Royal Pari, qu'il avait déjà dirigé entre 2018 et 2019. Cette expérience sera néanmoins de courte durée, il revient au Pérou et signe à l'Universidad Vallejo de Trujillo fin août 2023.
Le 28 décembre 2013, il dirige l'équipe péruvienne de football dans une rencontre non officielle contre la sélection du Pays basque, au Stade San Mamés de Bilbao, match qui se solde par une cuisante défaite du Pérou par six buts à zéro,.

## Palmarès

### Palmarès de joueur
| Sporting Cristal - Championnat du Pérou (2) : - Champion : 1979 et 1980. - Vice-champion : 1977. |  | San Agustín - Championnat du Pérou (1) : - Champion : 1986. |

### Palmarès d'entraîneur
| Sporting Cristal - Championnat du Pérou (2) : - Champion : 2012 et 2020. - Vice-champion : 2021. - Copa Bicentenario (1) : - Vainqueur : 2021. |  | Deportivo Binacional - Championnat du Pérou (1) : - Champion : 2019. |  | Juan Aurich - Championnat du Pérou : - Vice-champion : 2014. |